# Brother Records
Brother Records (Brother Records Incorporated, kurz: BRI) ist ein amerikanisches Plattenlabel. Es wurde 1966 von der US-Band „The Beach Boys“ gegründet. Den ersten Vorsitz dieses Plattenlabels übernahm 1966 David Anderle.
Die Plattenfirma wurde von den Beach Boys gegründet, da sie die vollständige Kontrolle im künstlerischen Bereich erhalten und lediglich den Vertrieb über Capitol Records durchführen lassen wollten. Auch wollten die einzelnen Mitglieder neue Bands unter Vertrag nehmen und diese produzieren.
BRI war allerdings mehr als eine einfache Plattenfirma. Sie regelt alle Aktivitäten, die mit den Beach Boys zusammenhängen, von den Namensrechten bis zu den Veröffentlichungen. Zudem wurde sie auch Nachfolger der Sea of Tunes, des von Murry Wilson und Brian Wilson gegründeten Musikverlags, der die Musikrechte der Beach Boys verwaltete.
Sie unterhielten zunächst ein Aufnahmestudio in Brian Wilsons Haus, ab 1970 erbauten sie die Brother Studios in Santa Monica. Während der Aufnahmen zum Album „Holland“ im Jahr 1972 bauten sie in den Niederlanden eine Scheune zu einem Studio um.

## Besitzverhältnisse an der Plattenfirma
Bei der Gründung des Plattenlabels erhielt jedes Gründungsmitglied der Beach Boys einen Anteil an der Plattenfirma, samt Stimmrecht. Die Besitzverhältnisse änderten sich bis dato nur durch Ausscheiden aus der Band oder durch Todesfälle. Nach dem Tode von Dennis Wilson 1983 und Carl Wilson 1998, gingen die Anteile an deren Erben über. Der Anteil von Dennis Wilson wurde von seinen Nachkommen an Brother Records verkauft, der Anteil von Carl Wilson liegt nun bei seinen beiden Söhnen. Bruce Johnston hatte bei der Gründung auch einen Anteil an der BRI bekommen, gab diesen allerdings bei seinem Bandausstieg 1972 wieder ab. Er blieb jedoch Mitglied der Beach Boys ASCAP Publishing Firma „Wilojarston“ und behielt seine Songrechte.

## Publikationen über die Plattenfirma
1967 vertrieben die Beach Boys mit „Heroes & Villains“ ihre erste Single unter ihrer Plattenfirma. Noch im selben Jahr folgte die Single „Gettin Hungry“. Die restlichen Alben zur Erfüllung des Plattenvertrags mit Capitol Records veröffentlichten sie allerdings wieder dort.
Die Redwoods, die Band von Brian Wilsons Freund Danny Hutton, war die erste Gruppe, die von Brother Records einen Plattenvertrag erhalten sollte. Brian Wilson arbeitete mit der Band an einigen Songs, die er komponiert hatte. Es waren unter anderem „Darlin“ und „Time to get alone“ die aufgenommen wurden. Die anderen Beach Boys waren mit Brians Engagement allerdings nicht einverstanden und wollten nicht, dass er mit der Band arbeitete. Also kam es zu keiner Veröffentlichung und die Beach Boys nahmen diese Lieder selber auf. Bruce Johnston sprach in einem Interview davon, dass auch Good Vibrations für die Redwoods vorgesehen war.
Da Wilson mit den Redwoods nicht mehr arbeiten konnte, gab er ihnen das Geld, das sie für eine Plattenaufnahme benötigen würden. Die Band nannte sich in Three Dog Night um und hatte in den USA zahlreiche Hits.
Die einzige Band, die einen Vertrag bei Brother Records erhielt, war die südafrikanische Band „The Flame“. Carl Wilson produzierte das Album der Band. Als sich die Gruppe allerdings bald darauf auflöste, machte er den beiden Bandmitgliedern Ricky Fataar und Blondie Chaplin das Angebot, feste Mitglieder der Beach Boys zu werden. Chaplin blieb bis 1973 in der Band, Fataar verließ die Gruppe 1974.
Steve Kalinich, der mit den Wilson-Brüdern einige Songs getextet hat, hatte ebenfalls einen Vertrag und nahm unter der Produktion von Carl Wilson den Song Leaves Of Grass auf, der allerdings nie veröffentlicht wurde.
Ab den 1970er Jahren vertrieben die Beach Boys ihre gesamten Veröffentlichungen über ihre eigene Plattenfirma in Zusammenarbeit mit Reprise Records. Dies sicherte ihnen ein hohes Maß an künstlerischer Freiheit. Jack Rieley wurde zu diesem Zeitpunkt zum neuen Vorsitzenden bestellt. 1972 eröffneten sie ein Büro in Amsterdam, das als Europazentrale diente.

## BRI ab 1978
Mit dem Wechsel des Plattenvertrages zu Caribou Records änderte sich die Veröffentlichungspolitik etwas. Es wurde nur noch über Caribou veröffentlicht, einzig die Rechte der Lieder blieben bei Brother Records. 1978 übernahm Al Jardine den Vorsitz über die Firma. In dieser Tätigkeit strengte er eine Klage gegen Stan Love an, den Bruder von Mike und damaligen Beach Boys-Manager. Dieser hatte durch Spekulationen sehr hohe Verluste für die Beach Boys eingefahren und das Unternehmen „Beach Boys“ war faktisch pleite.
Die Beach Boys verkauften ihr Aufnahmestudio, was aber einen starken Nachteil hatte, denn sie hatten nun kein Studio mehr, das sie uneingeschränkt nutzen konnte. Vor allem Dennis Wilson litt sehr darunter. Die Beach Boys verwendeten fortan wieder die Western Studios oder das Red Barn Studio, das Aufnahmestudio von Al Jardine auf seiner Farm in Big Sur.
1983 gab Brian Wilson sein Stimmrecht an seinen Bruder Carl Wilson ab, er erhielt dies allerdings später wieder zurück. Im Jahr 1986 veröffentlichten sie eine Kompilation unter dem Titel „25 years of Good Vibrations“ in Zusammenarbeit mit der Getränkefirma Sunkist.
Erst 1992 wurde Brother Records als Plattenfirma wieder reaktiviert, als sich die Band entschloss, ihr neues Album Summer in Paradise zu veröffentlichten. Da es sich sehr schlecht verkaufte, verloren sie auch dadurch wieder sehr viel Geld.
Ab dem Ende der 1990er Jahre wurde der gesamte Beach Boys-Katalog über Brother Records wiederveröffentlicht, dazu folgten zahlreiche Kompilationen wie „The Best of the Brothers Years“. 2003 veröffentlichten sie über ihren Eigenverlag die DVD und CD „Live in Knebeworth“.
Heute gibt es nur noch vier vollwertige Mitgliedschaften an Brother Records Inc.
Alan Jardine, Brian Wilson, Mike Love und jene von Carl Wilson, der von seinen beiden Söhnen Jonah und Justyn Wilson vertreten wird.